# Tom Yasumi
Yoshito "Tom" Yasumi (nacido en Tokio, Japón en 1966) es un director de series de televisión animadas, más reconocido por su trabajo en las series Bob Esponja, La vida moderna de Rocko y Sanjay and Craig en Nickelodeon.
Yasumi se mudó a Estados Unidos con su familia cuando tenía 12 años, en 1978, y se estableció en Los Ángeles.
Comenzó haciendo cortometrajes animados con una cámara Super-8 y estudió Bellas Artes en la Universidad de California.
En 1989 empezó a trabajar en el departamento de animación de Nickelodeon Studios, en series como Rugrats y La vida moderna de Rocko. Tras dejar su puesto en Nickelodeon se unió a Stephen Hillenburg para hacer Bob Esponja.